# Giovanni Giustiniani Longo
Giovanni Giustiniani Longo (Genova, 1418 – Chio, 1º giugno 1453) è stato un generale italiano genovese che operò nel Levante.

Stemma Giustiniani

Podestà di Caffa, secondo i suoi biografi nacque nel XV secolo (forse nel 1418), e trovò la morte il 1º giugno del 1453, a Chio (colonia genovese dell'impero bizantino), a causa delle ferite riportate durante la difesa di Costantinopoli dall'assalto ottomano.

## La vita
La sua data di nascita è sconosciuta; forse fu il 1418. Si sa solo che nacque a Genova da un'importante famiglia e che in gioventù compì numerose scorrerie piratesche nelle isole greche.
Quando seppe dell'arruolamento di soldati pronti a combattere per difendere Costantinopoli, posta sotto la minaccia dell'esercito ottomano, decise di imbarcarsi alla volta dell'antica Bisanzio con un reparto "personale" di settecento soldati.
Quando vi arrivò - nel gennaio del 1453 - si rese ben presto conto di quanto disastrosa fosse la situazione ma decise, forte di un legame di amicizia con l'imperatore bizantino, di porsi ugualmente alla difesa della città.
Costantino fece molto affidamento sul condottiero genovese, uomo volenteroso di combattere per difendere la cristianità e dotato di un curriculum che non lasciava dubbi; tuttavia, sebbene Giovanni fosse uscito sempre vincitore da numerosi assedi, non si faceva illusioni poiché il rapporto tra bizantini e ottomani era di uno a undici (tenendo conto che, seppure Costantinopoli avesse la cerchia di mura più sicura e impenetrabile d'Europa, gli ottomani disponevano di uno strumento bellico all'avanguardia: il cannone).

## La battaglia di Costantinopoli
Giovedì 5 aprile 1453 il sultano Maometto II mandò un ultimatum all'imperatore Costantino promettendo di salvare la vita a lui e ai suoi cittadini se si fosse arreso; promise anche che non vi sarebbero stati saccheggi. Ma Costantino rifiutò e Maometto II, vedendo che non arrivava risposta, il giorno successivo iniziò il bombardamento contro le mura prospicienti il fiume Licino, presso il punto reputato più debole delle mura di Costantinopoli.
Costantino presidiava di persona quella zona insieme alle sue guardie imperiali e designò Giovanni Giustiniani Longo al ruolo di suo aiutante, affidandogli il punto più critico delle mura, dove il comandante genovese e i suoi settecento soldati combatterono con estremo coraggio.

## L'ultima messa
Quando Maometto II venne a sapere dell'esistenza di quel generale genovese così coraggioso, provò a corromperlo, ma Giovanni diede come risposta un no secco adducendo come motivo che lui non era uomo da rimangiarsi la parola e aveva giurato fedeltà a Costantino XI Paleologo.
E quando seppe della sua morte, lo stesso Maometto II volle che i funerali fossero celebrati a Costantinopoli, dove il genovese fu ricordato dal sultano come un uomo speciale dalle molte qualità. Arrivò ad affermare che lui da solo valeva più di tutta la marina bizantina messa insieme.
L'assedio durò per un mese e mezzo. Sabato 26 maggio 1453, il sultano ordinò la sospensione dell'attacco per tre giorni al fine di preparare l'assalto finale. 

I bizantini, saputa la notizia, furono presi dalla disperazione e la sera del lunedì 28 maggio fecero celebrare dal cardinale Isidoro l'ultima messa a Santa Sofia. Alla celebrazione partecipò tutta la cittadinanza di Costantinopoli.
Giovanni - ricordano i suoi biografi - sedeva vicino a Costantino. Quando Isidoro finì il suo sermone, Costantino si alzò in piedi e si diresse lentamente verso l'altare per tenere un breve discorso. Cercando di rincuorare il suo popolo, disse che con l'aiuto di Dio e della Santa Vergine Costantinopoli avrebbe potuto salvarsi dall'attacco ottomano; proseguì ringraziando tutta la popolazione, il clero e infine i Latini che erano venuti ad aiutare Costantinopoli. Un particolare ringraziamento lo rivolse a Giovanni Longo Giustiniani, dicendo che non avrebbe mai pensato che un genovese si sarebbe battuto con tanto coraggio e lealtà verso Costantinopoli.
Costantino riuscì per un giorno a riunire le due chiese, cattolica e ortodossa, raccolte nella stessa chiesa e con la stessa disposizione d'animo.

## La morte

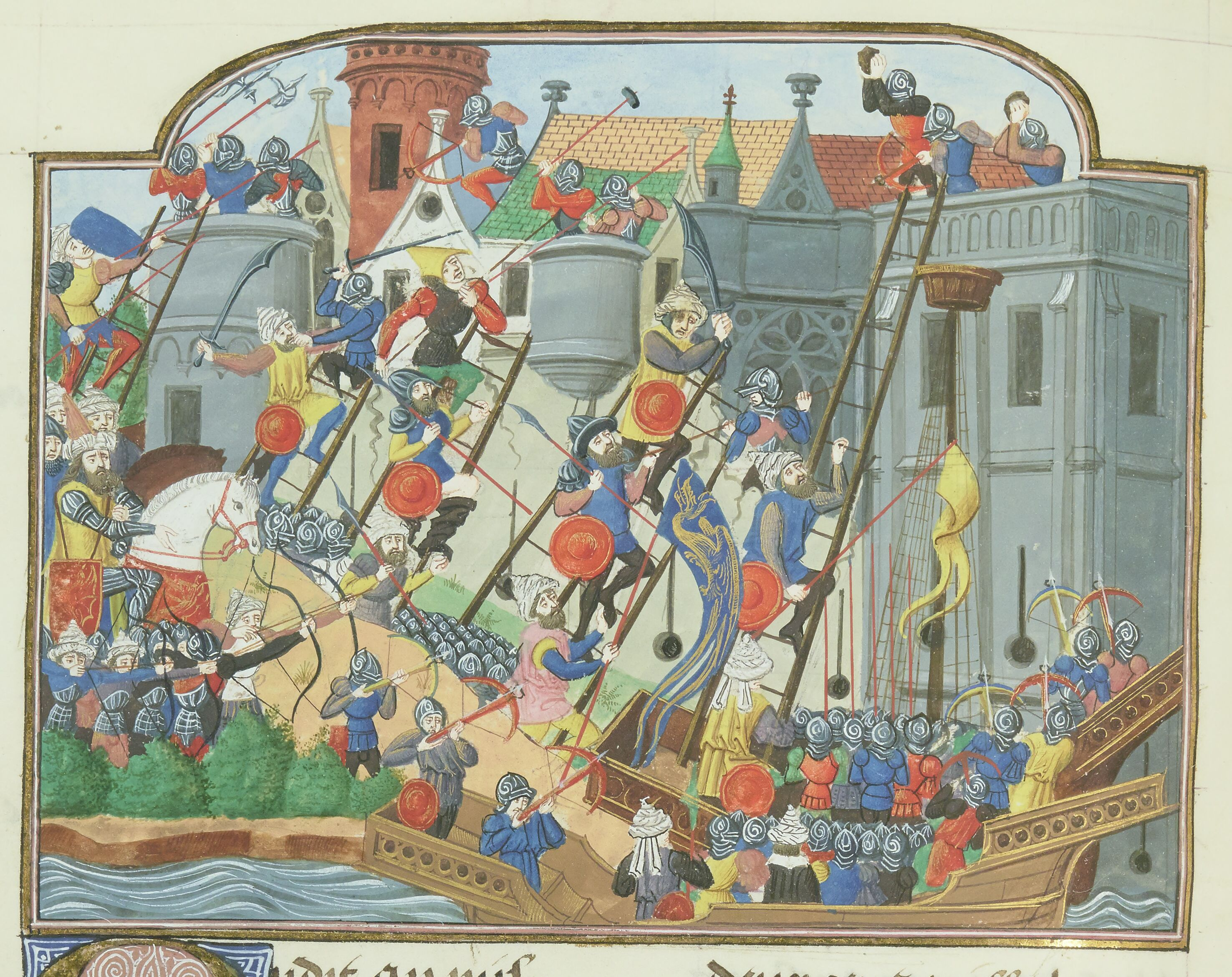
Jean Chartier, L'assedio di Costantinopoli, 1470 circa.

Dopo la messa, Giovanni Giustiniani Longo si diresse verso la porta di San Romano, quella che il giorno dopo avrebbe dovuto difendere, e siccome la porta stessa e le sue vicine mura erano piene di brecce, ordinò ai suoi uomini di ripararle. Le mura furono riparate e rinforzate in breve tempo con l'ausilio di legna, cocci di mattoni, arbusti paglia e ogni cosa che potesse risultare utile alla bisogna. Fece anche costruire un fossato che corresse dietro le mura in modo tale da potersi trincerare insieme ai suoi uomini.
Alle prime ore di martedì 29 maggio 1453 ci fu l'ultimo attacco ottomano: la battaglia durò circa sei ore; Giovanni e suoi pochi soldati superstiti erano alla difesa della porta di San Romano; i soldati ottomani non riuscivano a penetrare, continuamente respinti. Giovanni e i suoi uomini difesero Costantinopoli con ferocia e coraggio. 

Durante la battaglia si verificò un alterco tra lo stesso Giovanni e il Megas Doux delle mura, Luca Notara, per il fatto che quest'ultimo non riusciva a procurare la promessa polvere da sparo per l'uso dei cannoni; Giovanni estrasse il coltello e lo puntò minacciosamente verso Luca Notara accusandolo di essere un traditore.
La battaglia intanto proseguiva, con la strenua difesa dei soldati di Giustiniani Longo, ai quali si erano aggiunti tutti i latini ormai fedeli a lui. Ma quando i giannizzeri - reparto d'élite degli ottomani - arrivarono, Giovanni fu colpito almeno 2 volte e infine gravemente (ferito mortalmente al petto, morì dopo soli 3 giorni). Secondo i resoconti, i suoi uomini superstiti abbandonarono le posizioni caricando il ferito su una barella per trasportarlo al luogo in cui erano attraccate le navi. La popolazione e gli altri soldati, vedendo passare quella sorta di corteo, che portava via l'ultimo baluardo e l'eroe della battaglia, si addolorarono rassegnandosi alla sconfitta.
Costantino, vedendo che ormai non vi era più nulla da fare, si tolse le insegne imperiali e con le sue poche guardie sopravvissute secondo una leggenda si buttò nella mischia scomparendo per sempre: nessuno di quegli uomini avrebbe avuta salva la vita.
Giovanni e suoi uomini riuscirono a imbarcarsi sulla loro nave genovese e si diressero verso Chio; la nave arrivò a destinazione nei primi giorni di giugno, ma il condottiero genovese morì appena giunto per le ferite riportate nella difesa di Costantinopoli.
Il suo funerale si svolse a Costantinopoli a opera del condottiero turco vittorioso, Maometto II che, venuto a sapere della sua morte, organizzò un rito a suo nome e apostrofò con parole di stima il suo avversario: disse che quell'uomo da solo valeva più di tutti i difensori di Costantinopoli messi assieme, celebrandolo con una messa cristiana.